# نفيانو
نفيانو (بالإيطالية: Neviano)‏ هي بلدية في مقاطعة ليتشي في إقليم بوليا الإيطالي.

## السكان
في سنة 1861 بلغ عدد السكان 1٬725 نسمة، وتطور العدد ليصل في سنة 2011 لـ 5٬514 نسمة.
يظهر هذا المخطط البياني تطور النمو السكاني لـ نفيانو